# Eleições no Território Federal de Rondônia em 1947
As eleições no território federal de Rondônia em 1947 ocorreram em 19 de janeiro como parte das eleições gerais no Distrito Federal, em 20 estados e nos territórios federais do Acre, Amapá e Roraima. No presente caso, a Constituição de 1946 fixou um deputado federal para representar cada um dos territórios federais então existentes.

## Resultado da eleição para deputado federal
Conforme o acervo do Tribunal Superior Eleitoral, foram apurados 2.244 votos nominais (97,44%), nenhum voto de legenda, nenhum voto em branco e 59 votos nulos (2,56%), resultando no comparecimento de 2.303 eleitores. Nos territórios federais representados por um deputado federal, será observado o princípio do voto majoritário.

### Chapa do PSD
| Candidatos a deputado federal em 1947 | Partido | Votação | Percentual | Cidade onde nasceu | Unidade federativa | Observações |
| Aluísio Ferreira                      | PSD     | 1.288   | 57,40%     | Bragança           | Pará               | [ 5 ]       |
| Alkindar Brasil de Arouca             | PSD     | -       | -          |                    |                    | suplente    |
| Fontes:                               |         |         |            |                    |                    |             |

### Chapa da UDN
| Candidatos a deputado federal em 1947 | Partido | Votação | Percentual | Cidade onde nasceu | Unidade federativa | Observações |
| Paulo Cordeiro da Cruz Saldanha       | UDN     | 956     | 42,60%     |                    |                    |             |
| Joaquim de Araújo Lima                | UDN     | -       | -          |                    |                    | suplente    |
| Fontes:                               |         |         |            |                    |                    |             |